# حارة المستوصف (صنعاء)

تعديل مصدري - تعديل

المستوصف هي إحدى حارات حي بني حوات بمدينة الروضة شمال العاصمة اليمنية "صنعاء"، بلغ تعداد سكانها 1430 نسمة حسب تعداد اليمن لعام 2004.